# Phyllocnistis vitifoliella
Phyllocnistis vitifoliella là một loài bướm đêm thuộc họ Gracillariidae, được biết từ Québec và Hoa Kỳ (ở đây nó đã được ghi nhận từ Wisconsin, California, Florida, Georgia, Maryland, Michigan, New York, Texas, Vermont, Kentucky and Illinois).
Ấu trùng ăn Vitis cordifolia và Vitis vulpina. Chúng ăn lá nơi chúng làm tổ.